# Јеротије Топаловић
Јеротије Топаловић (Брђани (Горњи Милановац), 7. март 1870 — Маљен, 11. новембар 1914) био је српски професор и директор више образовних установа у Краљевини Србији и Османском царству.

## Биографија

### Образовање
Завршио је Прву београдску гимназију 1888. године. Потом је студирао математику.

### Професорска каријера
По окончању студија радио је као професор у Смедеревској нижој гимназији (1895–1896), Трећој гимназији у Београду (1894) и Лесковачкој гимназији (1894–1898). Предавао је математику, геометрију и биологију у Крагујевачкој гимназији. Био је оснивач Гимнастичког друштва у Крагујевцу.

### Српске школе у Турској
У Османском царству је био професор Српске гимназије у Солуну (1901-1905) и директор Српске гимназије у Битољу (1905-1907).
У Битољу је априла 1904. основан тајни (четнички) одбор чији је циљ била одбрана српског живља у вилајету. Једно време на његовом челу био је Топаловић. Задатак одбора био је да организује српска села у вилајету, да образује оружане сеоске и среске чете итд.

### Боравак у Лесковцу
Топаловић је у Лесковцу оставио дубок траг, подједнако радом у просвети и друштвеним ангажманом. Био је професор и директор гимназије, директор Приватне женске гимназије (1907-1912), покретач и управник Занатске школе (1910–1912 и 1914). Био је председник Гимнастичког друштва „Душан Силни“ и покретач Грађанске касине са Читаоницом (1908).
Погинуо је у Првом светском рату на Маљену као резервни поручник.